# Остготское возрождение
«Остготское возрождение» — подъём культуры в Остготской Италии в V—VI веках в период правления Теодориха Великого.
По его приказанию в этот период были восстановлены многие сооружения древности: театр Помпея в Риме, городские акведуки, обновлены улицы итальянских городов, вновь появились древние статуи, а новое строительство велось в античных традициях. Были возрождены массовые театральные и цирковые представления, действовала прежняя система образования, сохранял приоритет латинский элемент в духовной жизни.
Деятели культуры «Остготского возрождения» отличались многогранностью занятий, совмещали высокие административные посты с интеллектуальным трудом. В период «Остготского возрождения» жили Боэций, Флавий Кассиодор, Симмах, Эннодий и др.
Культурные начинания в период «Остготского возрождения» часто поддерживались королевской казной.